# Paul Condon, Baron Condon

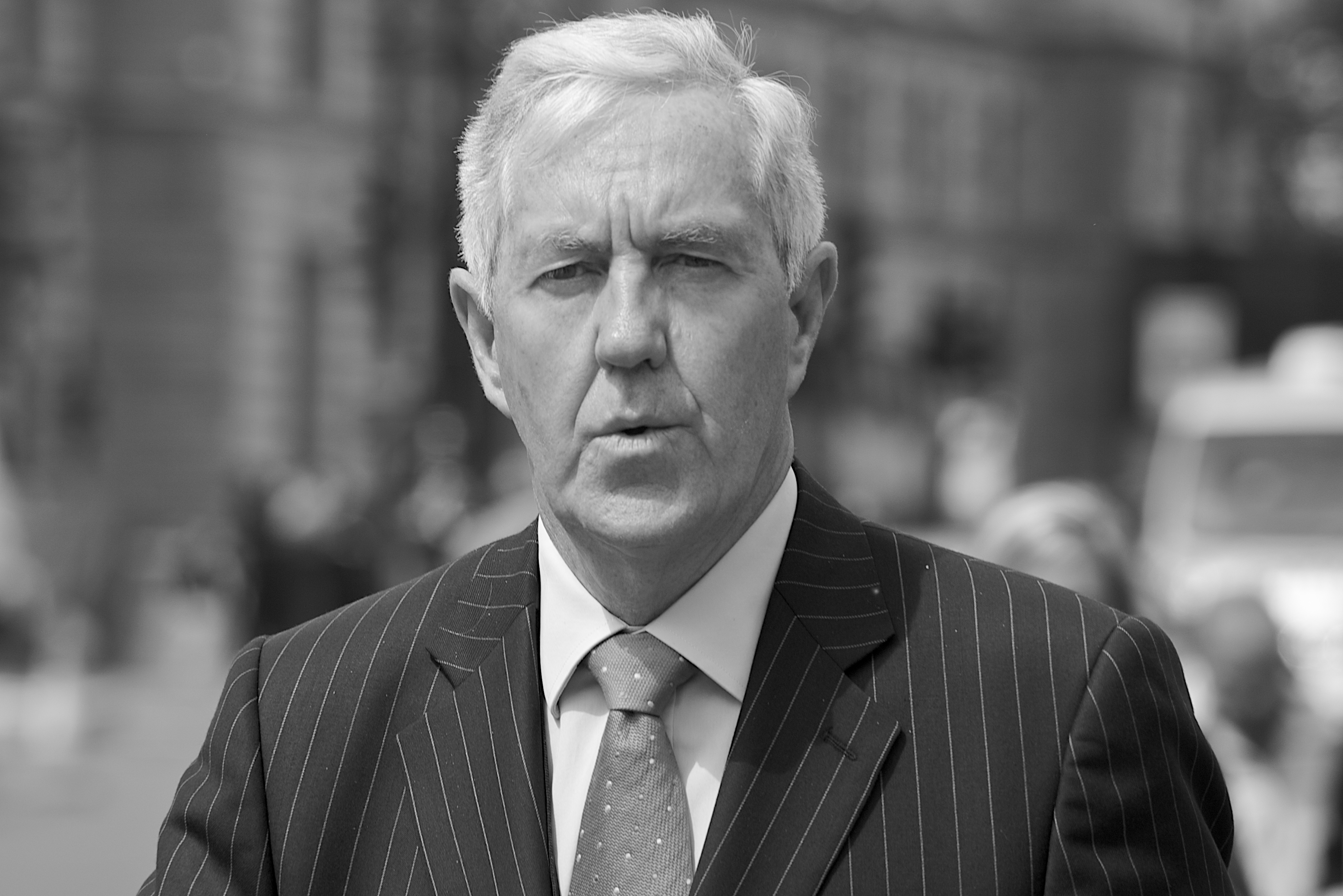
Paul Condon

Paul Condon, Baron Condon, DL, FRSA, QPM (* 10. März 1947) ist ein britischer Polizist. Er war der Kommissar für die Metropolitan Police in London von 1993 bis 2000.

## Leben und Karriere
Condon lernte Rechtswissenschaften an St. Peter College in Oxford und wurde 1996 zum Ehrenmitglied. Er ist ein Stipendiat der Royal Society of Arts und ein Mitglied des Institute of Management. Ihm wurde die Queen’s Police Medal 1989 für hervorragende Dienste verliehen und 1994 wurde er zum Ritter geschlagen.
Er trat 1967 der Polizei bei. 1988 wurde er zum Chief Constable von Kent und 1993 zum Kommissar der Police of the Metropolis. Er war mit 45 Jahren der Jüngste, der das geschafft hat. 2000 trat er zurück. Seine Amtszeit als Chef der Metropolitan Police Service war geprägt vom Stephen-Lawrence-Fall, der eine große Kontroverse auslöste. 1994 wurde er als Knight Bachelor geadelt und 2001 als Baron Condon, of Langton Green in the County of Kent, zum Life Peer erhoben. Bis zu seiner Pensionierung 2017 saß er als Crossbencher im House of Lords. Bis 2012 war er auch stellvertretender Vorsitzender des Vorstands der G4S, einem Unternehmen, das versucht, viele Funktionen der Polizei in Großbritannien zu übernehmen.
Condon ist verheiratet und hat drei Kinder sowie vier Enkel. Er lebt in Tunbridge Wells, Kent.

## Ehrungen
- 1989: Queen’s Police Medal